# Phreatoicoides wadhami
Phreatoicoides wadhami är en kräftdjursart som beskrevs av Nicholls 1943. Phreatoicoides wadhami ingår i släktet Phreatoicoides och familjen Hypsimetopidae. Inga underarter finns listade i Catalogue of Life.